# Єль (Південна Дакота)
Єль (англ. Yale) — місто (англ. town) в США, у окрузі Бідл штату Південна Дакота. Населення — 108 осіб (2010).

## Географія
Єль розташований за координатами 44°26′2″ пн. ш. 97°59′19″ зх. д. / 44.43389° пн. ш. 97.98861° зх. д. (44.433890, -97.988567).  За даними Бюро перепису населення США в 2010 році місто мало площу 0,38 км², уся площа — суходіл.

## Демографія
Згідно з переписом 2010 року, у місті мешкало 108 осіб у 50 домогосподарствах у складі 30 родин. Густота населення становила 285 осіб/км².  Було 56 помешкань (148/км²).
Расовий склад населення:
| - 95,4 % — білих - 0,9 % — чорних або афроамериканців |

До двох чи більше рас належало 3,7 %. Частка іспаномовних становила 0,0 % від усіх жителів.
За віковим діапазоном населення розподілялося таким чином: 22,2 % — особи молодші 18 років, 63,9 % — особи у віці 18—64 років, 13,9 % — особи у віці 65 років та старші. Медіана віку мешканця становила 44,0 року. На 100 осіб жіночої статі у місті припадало 107,7 чоловіків;  на 100 жінок у віці від 18 років та старших — 121,1 чоловіків також старших 18 років.
Середній дохід на одне домашнє господарство  становив 54 051 долар США (медіана — 53 542), а середній дохід на одну сім'ю — 57 800 доларів (медіана — 56 250). За межею бідності перебувало 21,4 % осіб, у тому числі 42,1 % дітей у віці до 18 років та 16,7 % осіб у віці 65 років та старших.
Цивільне працевлаштоване населення становило 55 осіб. Основні галузі зайнятості: роздрібна торгівля — 27,3 %, виробництво — 21,8 %, оптова торгівля — 16,4 %.